# Янтиковское сельское поселение (Яльчикский район)
Янтиковское се́льское поселе́ние — муниципальное образование в составе Яльчикского района Чувашской Республики.
Административный центр — село Янтиково (Яльчикский район).

## Географические данные
Поселение находится в пределах Чувашского плато.

### Климат
Климат сельского поселения континентальный, с теплым, иногда жарким летом и умеренно холодной, продолжительной, снежной зимой.
Среднегодовая температура воздуха равна 3˚С. В годовом ходе среднемесячная температура изменяется от −13˚ в январе до +18,7˚ в июле. Абсолютные значения температур равны — 42˚ и +37˚. Продолжительность безморозного периода в среднем составляет 143 дня, со второй декады мая до конца третьей декады сентября. Устойчивые морозы наступают в середине ноября и держатся в среднем 120 дней до второй декады марта.
Теплая сухая погода устанавливается обычно в мае. Для летних месяцев (июнь — август) характерна устойчивая теплая погода, временами жаркая и сухая.
Геологические особенности
Рельеф представлен холмистым плато, частично покрытый лиственными лесами, расчленённый многочисленными оврагами на ряд пологих увалов и отдельных возвышенностей.
Общая земельная площадь сельского поселения — 3645 га.

## История
Образовано 1 января 2006 года.

## Население
| 2007  | 2010  | 2012  | 2013  | 2014  | 2015  | 2016  |
| ----- | ----- | ----- | ----- | ----- | ----- | ----- |
| 4403  | ↘3187 | ↘3070 | ↘2960 | ↘2895 | ↘2827 | ↘2730 |
| 2017  | 2018  | 2019  | 2020  | 2021  |       |       |
| ↘2627 | ↘2544 | ↘2437 | ↘2324 | ↘2250 |       |       |

## Состав сельского поселения
| №  | Населённый пункт  | Тип населённого пункта       | Население |
| -- | ----------------- | ---------------------------- | --------- |
| 1  | Байглычево        | село                         | ↗341      |
| 2  | Избахтино         | деревня                      | ↗559      |
| 3  | Ишмурзино-Суринск | деревня                      | ↗344      |
| 4  | Кошки-Куликеево   | деревня                      | ↗774      |
| 5  | Новое Арланово    | деревня                      | ↗140      |
| 6  | Новое Изамбаево   | деревня                      | ↗278      |
| 7  | Новое Янашево     | деревня                      | ↗200      |
| 8  | Старое Арланово   | деревня                      | ↗227      |
| 9  | Эшмикеево         | село                         | ↗225      |
| 10 | Янтиково          | село, административный центр | ↗852      |

## Социальная инфраструктура
Социальная инфраструктура поселения включает следующие организации и объекты:
- Янтиковская средняя школа
- Сельский клуб
- Библиотека
- Фельдшерско-акушерский пункт